# 松华街道
松华街道是中国云南省昆明市盘龙区下辖的一个街道，由盘龙区松华坝水源保护区管理。

## 历史
原为官渡区小河乡、双哨乡。2004年8月，小河、双哨两乡划归盘龙区。2005年1月，合并为松华乡。2009年8月，松华乡撤乡设街道。

## 行政区划
松华街道下辖以下地区：
小河社区、三家社区、团结社区、双玉社区、大摆社区、新街社区和大哨社区。
其中新街社区为飞地，在嵩明县境内。